# Lupinus cookianus
Lupinus cookianus är en ärtväxtart som beskrevs av Charles Piper Smith. Lupinus cookianus ingår i släktet lupiner, och familjen ärtväxter. Inga underarter finns listade i Catalogue of Life.